# Kacey Rohl

Kacey Rohl, 2024

Kacey Rohl (* 6. August 1991 in Vancouver, British Columbia) ist eine kanadische Schauspielerin.

## Leben
Kacey Rohl wurde im August 1991 im kanadischen Vancouver als Tochter des Fernsehregisseurs Michael Rohl geboren. Ihre Mutter, eine Dramatikerin, ist ebenfalls im Showgeschäft tätig. Ihre ersten Rollen hatte sie 2010 in den Science-Fiction-Fernsehserien V – Die Besucher, Caprica und Fringe – Grenzfälle des FBI sowie im Lifetime-Fernsehfilm Die Liste. Ein Jahr später spielte sie in dem Fantasy-Thriller Red Riding Hood – Unter dem Wolfsmond, im Disney Channel Original Movie Movie Star – Küssen bis zum Happy End und in den Serien Clue und The Killing mit. 2012 übernahm sie im Fortsetzungsfilm Flicka 3 – Beste Freunde die Hauptrolle der Kelly Jenkins und war als Gastdarstellerin in R.L. Stine’s The Haunting Hour, Supernatural und The Good Doctor zu sehen.
Einem breiteren Publikum wurde Kacey Rohl bekannt, als sie 2013 und 2014 in den ersten beiden Staffeln der Psychothriller-Krimiserie Hannibal die Rolle der Abigail Hobbs spielte.

## Filmografie (Auswahl)
- 2010: V – Die Besucher (V, Fernsehserie, Episode 1x09)
- 2010: Die Liste (The Client List, Fernsehfilm)
- 2010: Caprica (Fernsehserie, Episode 1x10)
- 2010: Fringe – Grenzfälle des FBI (Fringe, Fernsehserie, Episode 3x03)
- 2011: Red Riding Hood – Unter dem Wolfsmond (Red Riding Hood)
- 2011: Movie Star – Küssen bis zum Happy End (Geek Charming, Fernsehfilm)
- 2011: Clue (Fernsehserie, 5 Episoden)
- 2011–2012: The Killing (Fernsehserie, 6 Episoden)
- 2011–2012: R. L. Stine’s The Haunting Hour (Fernsehserie, 4 Episoden)
- 2012: Supernatural (Fernsehserie, Episode 7x17)
- 2012: Flicka 3 – Beste Freunde (Flicka: Country Pride)
- 2013: Played (Fernsehserie, Episode 1x08)
- 2013–2015: Hannibal (Fernsehserie, 14 Episoden)
- 2014: Working the Engels (Fernsehserie, 12 Episoden)
- 2015: Motive (Fernsehserie, Episode 3x09)
- 2016: My Sweet Audrina (Fernsehfilm)
- 2016: Akte X – Die unheimlichen Fälle des FBI (The X-Files, Fernsehserie, Episode 10x02)
- 2016: iZombie (Fernsehserie, Episode 2x14)
- 2016–2020: The Magicians (Fernsehserie, 18 Episoden)
- 2016: Wayward Pines (Fernsehserie, 10 Episoden)
- 2016: Once Upon a Time – Es war einmal … (Once Upon a Time, Fernsehserie, Episode 5x13)
- 2017–2019: Arrow (Fernsehserie, 11 Episoden)
- 2017: The Good Doctor (Fernsehserie, Episode 1x08)
- 2018: Killer High
- 2019: Giltrude’s Dwelling (Kurzfilm)
- 2019: White Lie
- 2020: Fortunate Son (Fernsehserie, 8 Folgen)
- 2022: Chien Blanc
- 2023: The Wedding Veil Inspiration (Fernsehfilm)
- 2025: Star Trek: Sektion 31
- seit 2025: Watson (Fernsehserie)